# Ladislav Jangl
Ladislav Jangl (28. června 1926 Kolín – 24. ledna 2022) byl český báňský historik.

## Život
Absolvoval reálné gymnázium v Kolíně a filozofickou fakultu Karlovy univerzity v Praze. Jako výzkumný pracovník působil v letech 1954–1989 na báňskohistorickém pracovišti České geologické služby – Geofondu v Kutné Hoře, byl evidován jako soudní znalec v odvětví těžba nerostů u Krajského soudu v Praze.

## Knihy
- BÍLEK, Jaroslav; JANGL, Ladislav; URBAN, Jan. Dějiny hornictví na Chomutovsku. Chomutov: Vlastivědné muzeum v Chomutově, 1976. 192 s.
- Jangl, L.: České horní právo 1, České horní zákony. – 1977, Hornická Příbram ve vědě a technice.
- Jangl, L.: České horní právo 3, Jáchymovský královský báňský řád z roku 1548. Appendix, jáchymovské hornické zvyklosti. – 1976, Hornická Příbram ve vědě a technice.
- Jangl, L.: České horní právo 4, České báňské řády. – 1979, Hornická Příbram ve vědě a technice.
- Jangl, L.: České horní právo 5, Doplňkové báňskoprávní předpisy. – 1980, Hornická Příbram ve vědě a technice.
- Peithner z Lichtenfelsu, J.T.A.: Pokus o přírodní a politické dějiny českých a moravských dolů. – Vídeň 1780, přeložili J. Bílek a L. Jangl. 1982. – Hornická Příbram ve vědě a technice.
- Jangl, L.: Hornický slovník. Zvláštní výrazy užívané v různých dobách při těžbě a zpracování nerostů. – 1986, Hornická Příbram ve vědě a technice.
- Jangl, L.: Báňskohistorický slovník německo-český 1. Část hornická. – 1989, Hornická Příbram ve vědě a technice.
- Jangl, L.: Báňskohistorický slovník německo-český 2. Část přírodovědná a hutnická. – 1990, Hornická Příbram ve vědě a technice.
- kol. autorů: Rudné a uranové hornictví České republiky. – 2003, Ostrava, Anagram. – [Z historie hornictví v českých zemích od počátku do roku 1945 zpracoval části: Horní zákonodárství, Báňská správa a horní soudy, Hornické školství a věda pro celou dobu od počátku do roku 1945, v období od roku 1740 do 1945 ještě Obecný a hospodářský vývoj a Vývoj využívání nerostné a surovinové základny]
- Jangl, L.: Staré hornické a hutnické míry a váhy, 2006, Sokolov
- Jangl, L.: České hornické právo a báňská historie, metodika báňskohistorického výzkumu, Rozpravy NTM Praha, Práce z dějin techniky a přírodních věd sv. 21, 2009
- Jangl,L.: České horní právo a báňská historie, metodika báňskohistorického výzkumu, Práce z dějin techniky a přírodních věd sv. 21, 2010, rozšířené vydání